# Scaër
Scaër é uma comuna francesa na região administrativa da Bretanha, no departamento Finisterra. Estende-se por uma área de 118,19 km². Em 2010 a comuna tinha 5 457 habitantes (densidade: 46,2 hab./km²).